# 古斯塔夫四世·阿道夫
古斯塔夫四世·阿道夫（Gustav IV Adolf，1778年11月1日—1837年2月7日），是1792年至1809年間的瑞典國王，也是最後一個統治芬蘭的瑞典君主。

## 早年
古斯塔夫·阿道夫於斯德哥爾摩出生，當時有傳言指他其實是一名瑞典貴族的兒子，而非古斯塔夫三世國王之子，這說法沒有得到證實。他接受父親和自由主義學者尼爾斯·馮·羅森斯坦（Nils von Rosenstein）教導。1792年3月，古斯塔夫三世被刺殺，只有14歲的古斯塔夫·阿道夫繼位為王，由叔父南曼蘭公爵卡爾攝政。
1796年，卡爾安排年幼的國王前往俄羅斯聖彼得堡，向葉卡捷琳娜二世女皇的孫女亞歷山德拉·巴甫洛夫娜女大公求親。然而，古斯塔夫四世拒絕娶一個奉行俄羅斯東正教會禮儀的女子為妻，他的悔婚使俄羅斯女皇十分憤怒，兩個月後就中風去世。當時，沒有人懷疑古斯塔夫的宗教狂熱可能有問題。相反，當古斯塔夫四世成年，卡爾公爵結束攝政時，很多人為了瑞典已經沒有使他們懊惱的智者，只剩下一個既節儉又虔誠的平庸君主。

## 政治
他驅逐了不受民眾歡迎的攝政公爵參謀古斯塔夫·阿道夫·羅伊特霍爾姆（Gustaf Adolf Reuterholm），為他本人帶來一點聲譽。1797年他娶了巴登的弗蕾德里克為妻，這場婚姻看似會觸發與俄羅斯的戰爭，但由於俄羅斯皇帝保羅一世和古斯塔夫·阿道夫都痛恨法國，兩國的關係沒有決裂。古斯塔夫四世極度恐懼雅各賓派，使他過分擔憂，遲遲不肯加冕，也不願召開議會。然而，瑞典自古斯塔夫三世對俄羅斯征戰失利後，一直受於混亂，1798和1799年的失敗政變更使形狀雪上加霜，使他不得不於1800年3月和4月在北雪平召開國會會議。他遭受國會的猛烈反對後，自此不再召開會議。

## 失去芬蘭
1805年，他參與第三次反法同盟，但出師不利，瑞屬波美拉尼亞被法軍佔領。俄羅斯本為瑞典的盟友，但1807年在蒂爾西特與法國媾和，只剩下瑞典和葡萄牙與英國並肩作戰。1808年2月21日，俄羅斯以威迫瑞典服從拿破崙的大陸封鎖政策為名入侵芬蘭，只一個月就攻下了大部分芬蘭。1809年9月17日，瑞典宣佈戰敗，簽訂《弗雷德里克港條約》，把瑞典東部三分之一國土割讓給俄羅斯，成立俄羅斯帝國治下的芬蘭大公國。

## 政變和退位
古斯塔夫四世·阿道夫與外交和作戰都十分無能，加速了軍官將領把他廢黜的陰謀。1809年3月13日，以卡爾·約翰·埃德勒克羅茨（Carl Johan Adlercreutz）為首的7個將領闖進王宮，將國王全家逮捕並關進格里普斯霍爾姆宮，隨後擁立國王之叔父卡爾公爵主政，而召開的國會鄭重認可這場革命。
3月29日，古斯塔夫四世·阿道夫為了保障兒子的王位，自願退位。但瑞典軍方控制的國會宣稱，古斯塔夫一家人都喪失了王位繼承權，可能是因為有關古斯塔夫身世的傳言。6月5日，卡爾公爵接受新的自由憲法後登基為王，是為卡爾十三世。被廢黜的古斯塔夫和家人被送往德意志，1812年，他和妻子離婚。
他流亡時使用了一些頭銜，如「戈托普伯爵」和「荷爾斯泰因-歐丁公爵」，最後在瑞士聖加侖一間小旅館安頓下來。他過着孤獨和貧困的生活，並在那裏死於中風。後來，瑞典國王奧斯卡二世提議把他的遺體送回瑞典，安葬在騎士島教堂。

## 家庭

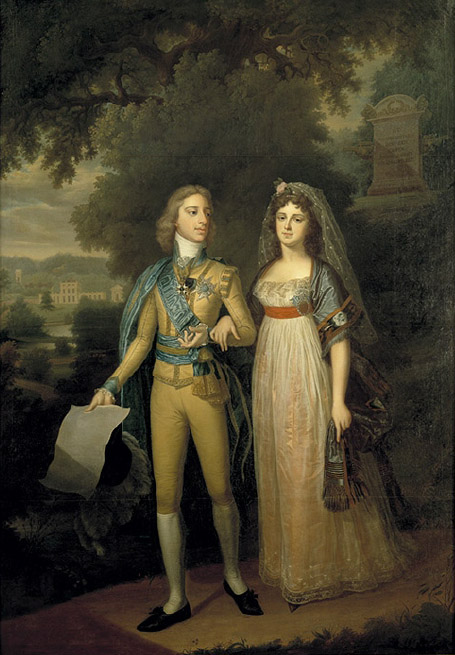
古斯塔夫四世和弗蕾德里克

他在1797年和巴登的弗蕾德里克結婚，兩人共有2子3女：
1. 古斯塔夫王儲（1799年—1877年），瓦薩親王
2. 索菲亞·威廉明娜（1801年—1865年），巴登大公夫人；她的孫女維多利亞後來成為瑞典國王古斯塔夫五世的王后（因此現任國王卡尔十六世·古斯塔夫是古斯塔夫四世的後裔）
3. 卡爾·古斯塔夫王子（1802年—1805年），芬蘭大公、斯莫蘭公爵，夭折
4. 艾瑪莉亞公主（1805年—1853年），未婚、無子
5. 塞西莉亞公主（1807年—1844年），歐登堡大公夫人

1812年，他與元配離婚。

## 外部連結
- Royal House of Sweden
- Grand-Ducal House of Baden

| 古斯塔夫四世·阿道夫 荷爾斯泰因-戈托普王朝奧爾登堡王朝的分支出生于：1778年11月1日逝世於：1837年2月7日 | 古斯塔夫四世·阿道夫 荷爾斯泰因-戈托普王朝奧爾登堡王朝的分支出生于：1778年11月1日逝世於：1837年2月7日 | 古斯塔夫四世·阿道夫 荷爾斯泰因-戈托普王朝奧爾登堡王朝的分支出生于：1778年11月1日逝世於：1837年2月7日 |
| 統治者頭銜                                                                                           | 統治者頭銜                                                                                           | 統治者頭銜                                                                                           |
| --- | --- | --- |
| 前任者： 古斯塔夫三世                                                                                | 瑞典國王 1792年-1809年                                                                               | 繼任者： 卡爾十三世 瑞典攝政                                                                         |